# Bryan Gregory
Gregory Beckerleg (20 de fevereiro de 1954 — 10 de janeiro de 2001), mais conhecido como Bryan Gregory, foi um guitarrista estadunidense, membro fundador da banda de rock The Cramps. 
Permaneceu com o grupo de 1976 a 1980, e após trabalhar com diversas bandas, morreu de pneumonia em 2001, depois de ser internado em um hospital ao sofrer um ataque cardíaco.